# Jeremy Sarmiento
Jeremy Leonel Sarmiento Morante (Madrid, 16 mei 2002) is een Ecuadoraans voetballer die bij voorkeur als vleugelspeler speelt. Hij tekende in 2021 voor Brighton & Hove Albion. In 2021 debuteerde hij ook voor Ecuador.

## Clubcarrière
Op 2 juli 2021 tekende Sarmiento bij Brighton & Hove Albion. Op 22 september 2021 debuteerde hij in de League Cup tegen Swansea City als invaller voor Alexis Mac Allister. Op 2 oktober 2021 maakte hij zijn opwachting in de Premier League tegen Arsenal. Op 21 juni 2023 tekende de Ecuadoraans international een contractverlenging tot 2027. Hij werd tijdens het seizoen 2023/24 uitgeleend aan West Bromwich Albion en Ipswich Town. In 2024 werd Sarmiento voor één seizoen uitgeleend aan Burnley, waarmee hij promotie afdwong naar de Premier League.

## Interlandcarrière
Sarmiento werd geboren in Madrid uit Ecuadoraanse ouders. Op 7 oktober 2021 debuteerde hij voor Ecuador in een WK-kwalificatiewedstrijd tegen Bolivia. In november 2022 nam Sarmiento met Ecuador deel aan het WK 2022 in Qatar, waar hij in actie kwam in de groepsfase tegen Qatar, Nederland en Senegal. Op 16 juni 2024 scoorde hij zijn eerste interlandtreffer tegen Honduras. In 2024 speelde hij met Ecuador de Copa América, waar hij scoorde tegen Venezuela.
1 Trafford ·
3 Sambo ·
5 Estève ·
6 Egan-Riley ·
7 Sarmiento ·
8 Brownhill  ·
9 Rodriguez ·
10 Manuel ·
11 Anthony ·
12 Humphreys ·
14 Roberts ·
15 Redmond ·
16 Egan ·
17 Foster ·
18 Ekdal ·
19 Flemming ·
20 Green ·
21 Ramsey ·
23 Pires ·
24 Cullen ·
28 Hannibal ·
29 Laurent ·
30 Koleosho ·
31 Trésor ·
32 Hladky ·
37 Houtondji ·
42 Massengo ·
44 Delcroix ·
Coach: Parker
· Assistent-coach: Jackson
· Assistent-coach: Jensen